# 王宗堯
王 宗堯（グレゴリー・ウォン、Gregory Wong、1978年10月2日 - ）は香港の俳優、モデル。ワンドル・プロダクション所属。身長178cm、体重65kg。香港電視網絡のドラマで人気を博した。

## 出演

### TVドラマ
- 『原味的夏天』（日本語タイトル：原味の夏天〜僕たちの終わらない夏〜） 2003年放送　台湾
- 『風中戰士』（日本語タイトル：風の舞う場所） 2005年放送　台湾
- 『時光照應』 2007年放送　台湾・公視
- 『花之戀』（日本語タイトル：花の恋） 2008年放送　台湾 （2006年に金沢や上海などでロケを行った。）
- 『勝者為王』 2008年放送　香港・ATV
- 『遥かなる絆』 2009年放送　日本・NHK （台湾メディアは番組名を「遙遠羈絆」としている。）
- 『選戦』 2014年放送　香港・香港電視網絡
- 『導火新聞線』 2015年放送　香港・香港電視網絡

### 映画
- 2004年　約會〜Promise
- 2006年　一年之初
- 2007年　上海ベイビー〜上海寶貝 （上海を舞台にしたドイツ映画）
- 2008年　百嶽　Nirvana （世新大學の学生によるインディペンデント系短編映画）
- 2015年　レイジー・ヘイジー・クレイジー

### CF
- クラシエ薬品カンポウ専科 2007年度版 日本 （カンポウ6の小青竜湯王子）
- Johnny Walker 黒牌

### その他
- 2009年までは台湾のドリアン事務所に所属していた。日本語版HPは提携している日本の芸能事務所が運営している。
- 愛称はグレッグ。
- 香港生まれ。元所属事務所のブログや読売新聞のネット版、NHKスタジオパークなどのインタビューによると、英国籍を持っており、4歳から2年間アメリカで生活した後、香港に戻り、イギリスへ8年間留学、再び香港に戻った。プライマリースクールは3校、セカンドスクールも3校、大学は2校に通ったとしている。大学卒業後、香港でモデルデビューし、その後、台湾の映像作品に出演するようになった。休暇は香港の自宅ですごしている。
- 演技できるレベルにある言語は、北京語、広東語、英語。北京語は南方訛りがあるといわれている。日常会話なら日本語も話すことができる。『遥かなる絆』の台本はすべての台詞が日本語と中国語で書かれていたため読み比べ、中国語では「きょうは僕が餃子を作るよ。」で思いが通じるのに日本語字幕では「母さんが好きな餃子をきょうは僕が作るよ。」となるため、日本人スタッフの台詞へ込める思いを養母役の女優とともに話し合ったという。
- 上海を舞台にしたドイツ映画『上海ベイビー』では台詞のほとんどが英語だった。
- 金沢を舞台にしたドラマ『花の恋』に日本人の役で出演した。この作品の撮影の2ヶ月前に日本語を学び始め、ロケの合間常連となった見学者と日本語で日常会話をしていたという。共演したジュディ・オングとは英語で話をしていたようである。
- 元所属事務所がジョニーウォーカー黒ラベルのCM制作を受注し、主役として起用された。この一連の作品はアジアの中国語を話す人が多い地域または英語を理解できる人が多い地域をターゲットとして制作され、テレビで放送またはジョニーウォーカー・アジアのHPで公開された。台詞は北京語で、香港・フィリピン・インドなどでは英語の字幕がついている。また、中国本土向けでは音楽が差し替えられている。台湾での放送はすでに終わっている。